# Батабат
Батаба́т (азерб. Batabat) — горное озеро в Шахбузском районе Нахичеванской Автономной Республики Азербайджана.
Располагается на высоте 2113 м над уровнем моря[страница не указана 1482 дня] недалеко от истоков реки Кюкючай у верховий реки Нахичеванчай, западнее Биченакского перевала[страница не указана 1482 дня], в окружении альпийских лугов. Озеро примечательно плавающим торфяным островом. Рядом около Батабата находится Батабатская астрофизическая обсерватория и озеро Ганлыгель. На озере есть запруда. Входит в состав Шахбузского заповедника.